# E l'alba si macchiò di rosso
E l'alba si macchiò di rosso (Operation Daybreak) è un film del 1975 diretto da Lewis Gilbert.
Il film è basato sulla vera storia dell'Operazione Anthropoid, che portò all'uccisione del generale nazista Reinhard Heydrich a Praga. Il soggetto è stato adattato dal libro Seven Men at Daybreak di Alan Burgess.